# Bambi (film, 2013)
Pour les articles homonymes, voir Bambi.
Pour plus de détails, voir Fiche technique et Distribution.
Bambi est un documentaire français réalisé par Sébastien Lifshitz et sorti en 2013.
Il a été nommé pour le César du meilleur court métrage en 2014.
Une version longue est diffusée sur Canal+ le 29 juin 2021, pour le mois des fiertés, sous le titre "Bambi : une femme nouvelle".

## Synopsis
Marie-Pierre ne veut s'habiller qu'en robe et refuse son nom de naissance, Jean-Pierre. Le réalisateur recueille le témoignage d'une des premières personnes transgenres française, Bambi.

## Fiche technique
- Réalisation : Sébastien Lifshitz
- Montage : Tina Baz
- Sociétés de production :  Un Monde Meilleur, Épicentre Films, Canal+
- Durée :
  - 58 minutes
  - 83 minutes (version longue)
- Date de sortie : 19 juin 2013

## Distribution
- Bambi (Marie-Pierre Pruvost) : elle-même

## Distinctions
- Berlinale 2013 : Teddy Award du meilleur documentaire
- Festival IndieLisboa 2014 : prix du public
- César 2014 : nommé pour le César du meilleur court métrage